# Giuseppe Anaclerio
Giuseppe Anaclerio, detto Pepè (Bari, 26 gennaio 1974), è un ex calciatore italiano, di ruolo centrocampista.

## Carriera
Di origine barese, ha debuttato in Serie A con il Bologna nel 1991 a 17 anni, disputando 9 partite in massima serie ma retrocedendo; è rimasto nella squadra felsinea anche nelle tre stagioni successive, culminate con la retrocessione in Serie C1.
In seguito ha giocato prevalentemente in Serie C1, con altre due parentesi in Serie B (al Genoa nel 2000 ed al Frosinone nel 2006). Nel 2005 ha vinto con lo Spezia la Coppa Italia Serie C.
Ha chiuso la carriera al Bassano. Dopo il ritiro è diventato commentatore televisivo e radiofonico per varie testate bolognesi.

## Palmarès

### Club

#### Competizioni nazionali
- Coppa Italia Serie C: 1

Spezia: 2004-2005